# Te deix, amor, la mar com a penyora
Te deix, amor, la mar com a penyora son un conjunt de narracions escrites per Carme Riera entre el 1971 i 1974 que es van recollir en un volum publicat el 1975.
Els personatges de les narracions no estan dins la "normalitat" de la societat. En moltes de les narracions, el mar pot arribar a prendre molt de protagonisme, fins al punt de fer arribar a la bogeria els personatges.
La primera narració del recull rep el seu mateix nom, "Te deix, amor, la mar com a penyora", i tracta sobre una història d'amor desafortunada amb un final sorprenent. La narració que dona nom al recull va rebre el premi Recull de Blanes de l'any 1975. Altres narracions tracten de morts secretes que són relats breus, i sense resoldre, i les altres són històries d'amor amb un final tràgic.